# Spanskreseda
Spanskreseda (Reseda complicata) är en resedaväxtart som beskrevs av Jean-Baptiste Bory de Saint-Vincent. Spanskreseda ingår i släktet resedor, och familjen resedaväxter. Arten förekommer tillfälligt i Sverige, men reproducerar sig inte.